# Торханське сільське поселення
Торха́нське сільське поселення (рос. Торханское сельское поселение) — муніципальне утворення у складі Шумерлинського району Чувашії, Росія. Адміністративний центр — присілок Торхани.

## Населення
Населення — 931 особа (2019, 1179 у 2010, 1473 у 2002).

## Склад
До складу поселення входять такі населені пункти:
| Населений пункт      | Населення, осіб (2002) | Населення, осіб (2010) |
| -------------------- | ---------------------- | ---------------------- |
| Бреняші, присілок    | 265                    | 211                    |
| Мислець, присілок    | 130                    | 92                     |
| Молгачкіно, присілок | 140                    | 100                    |
| Сінькаси, присілок   | 153                    | 117                    |
| Торхани, присілок    | 685                    | 604                    |
| Чертагани, присілок  | 100                    | 55                     |